# Suomussalmi
Suomussalmi es un municipio y localidad finesa localizada en la región de Kainuu. El municipio tenía 10.248 habitantes en 2004 y cubría un área de 5.856,90 km² de los que 581,66 km² eran agua. Su densidad era de 1,9 habitantes por km². El municipio es unilingüe en finés y Ämmänsaari es la mayor zona construida dentro de la localidad. 
Suomussalmi es la zona más al sur de Finlandia donde se puede oír al reno. 
Durante la Guerra de Invierno de 1939 a 40, se libraron varios combates en la zona, de las que la Batalla de Suomussalmi y la Batalla de Raate fueron las más importantes. En estas batallas, las fuerzas finlandesas derrotaron a las fuerzas soviéticas numéricamente superiores. 
El corredor de Fórmula 1 Heikki Kovalainen, el escritor Ilmari Kianto, el compositor Osmo Tapio Räihälä y el ingeniero de telecomunicaciones Matti Makkonen son de Suomussalmi.